# Юсянь (Чжучжоу)
Юся́нь (кит. упр. 攸县, пиньинь Yōu xiàn) — уезд городского округа Чжучжоу провинции Хунань (КНР).

## История
Во времена империи Хань эти места входили в состав удела Чаншаских князей. В 129 году до н. э. один из княжеских сыновей получил титул «Жулинского хоу» (容陵侯), а в 125 году другой его сын стал «Ююйским хоу» (攸舆候). Впоследствии их уделы стали уездами Жулин (容陵县) и Юсянь. В эпоху Троецарствия эти места оказались в составе государства У, и в 215 году уезд Жулин был переименован в Иньшань (阴山县).
В эпоху Южных и Северных династий, когда эти места находились в составе империи Чэнь, уезд Юсянь был переименован в Юшуй (攸水县).
После объединения китайских земель в составе империи Суй уезды Юшуй, Иньшань, Цзяньнин (建宁县) и Чалин были объединены в уезд Сянтань (湘潭县). После смены империи Суй на империю Тан уезд Сянтань был в 621 году расформирован, были воссозданы уезды Иньшань, Цзяньнин и Чалин, а вместо уезда Юшуй были созданы уезды Аньлэ (安乐县) и Синьсин (新兴县); эти пять уездов вошли в состав области Наньюнь (南云州). В 627 году область Наньюнь была расформирована, а эти пять уездов были объединены в уезд, вновь получивший название «Юсянь». В 698 году из уезда Юсянь был вновь выделен уезд Чалин. После монгольского завоевания и образования империи Юань уезд был поднят в статусе, став Ючжоуской областью (攸州), но после свержения власти монголов и образования империи Мин область была понижена в статусе, вновь став уездом.
После образования КНР в 1949 году был создан Специальный район Хэнъян (衡阳专区), и уезд вошёл в его состав. В 1952 году Специальный район Хэнъян был расформирован, и уезд перешёл в подчинение Сяннаньского административного района (湘南行政区). В 1954 году Сяннаньский административный район был расформирован, и уезд был передан в состав Специального района Сянтань (湘潭专区). В 1970 году Специальный район Сянтань был переименован в Округ Сянтань (湘潭地区).
Постановлением Госсовета КНР от 8 февраля 1983 года был расформирован округ Сянтань, а ранее входившие в его состав уезды Лилин, Юсянь, Чалин и Линсянь были объединены с административными единицами города Чжучжоу в городской округ Чжучжоу.

## Административное деление
Уезд делится на 4 уличных комитета и 13 посёлков.